# Port lotniczy Gaya
Port lotniczy Gaya – port lotniczy położony w Gaya w Nigrze.